# Fusaea
Fusaea là chi thực vật có hoa trong họ Annonaceae, được William Edwin Safford mô tả khoa học đầu tiên năm 1914.

## Các loài
Các loài dưới đây lấy theo Plants of the World Online, chúng là bản địa khu vực nhiệt đới Nam Mỹ.
- Fusaea decurrens R.E.Fr., 1934: Peru.
- Fusaea longifolia (Aubl.) Saff., 1914: Bolivia, Brasil (bắc, đông bắc, tây trung), Colombia, Ecuador, Guiana thuộc Pháp, Guyana, Peru, Suriname, Venezuela.
- Fusaea peruviana R.E.Fr., 1937: Bắc Brasil, Colombia, Ecuador, Peru.